# Vineta Muižniece
Vineta Muižniece (Riga, 3 de novembre de 1956) és una jurista i política letona.
Vineta Muižniece ha treballat a l'Administració de Letònia, i al Consell Suprem d'Assessoria Jurídica de Letònia. De 1991 a 1993 va ser professora de la Universitat de Letònia, i de 1993 a 1998 - Consellera d'Estat per als assumptes legislatius.
El 2004, fou Ministra de Justícia del país. Fou membre del Saeima des de 2005 fins a 2009, mentre formava part del Partit Popular. Des de 2010, és membre del Tribunal Constitucional de Letònia. El 2011, va ser suspesa a causa d'un procés penal en contra seu per presumpta falsificació de documents mentre treballava al parlament.